# Silverlink
Silverlink était une concession ferroviaire régionale dans le système ferroviaire britannique, comprenant des lignes au nord de Londres et de Londres à Northampton, de 1997 à 2007. Silverlink était une filiale du groupe National Express.
La compagnie employait deux marques commerciales : Silverlink Metro pour les services suburbains de Londres et Silverlink County pour les plus longues distances.

## Silverlink Metro

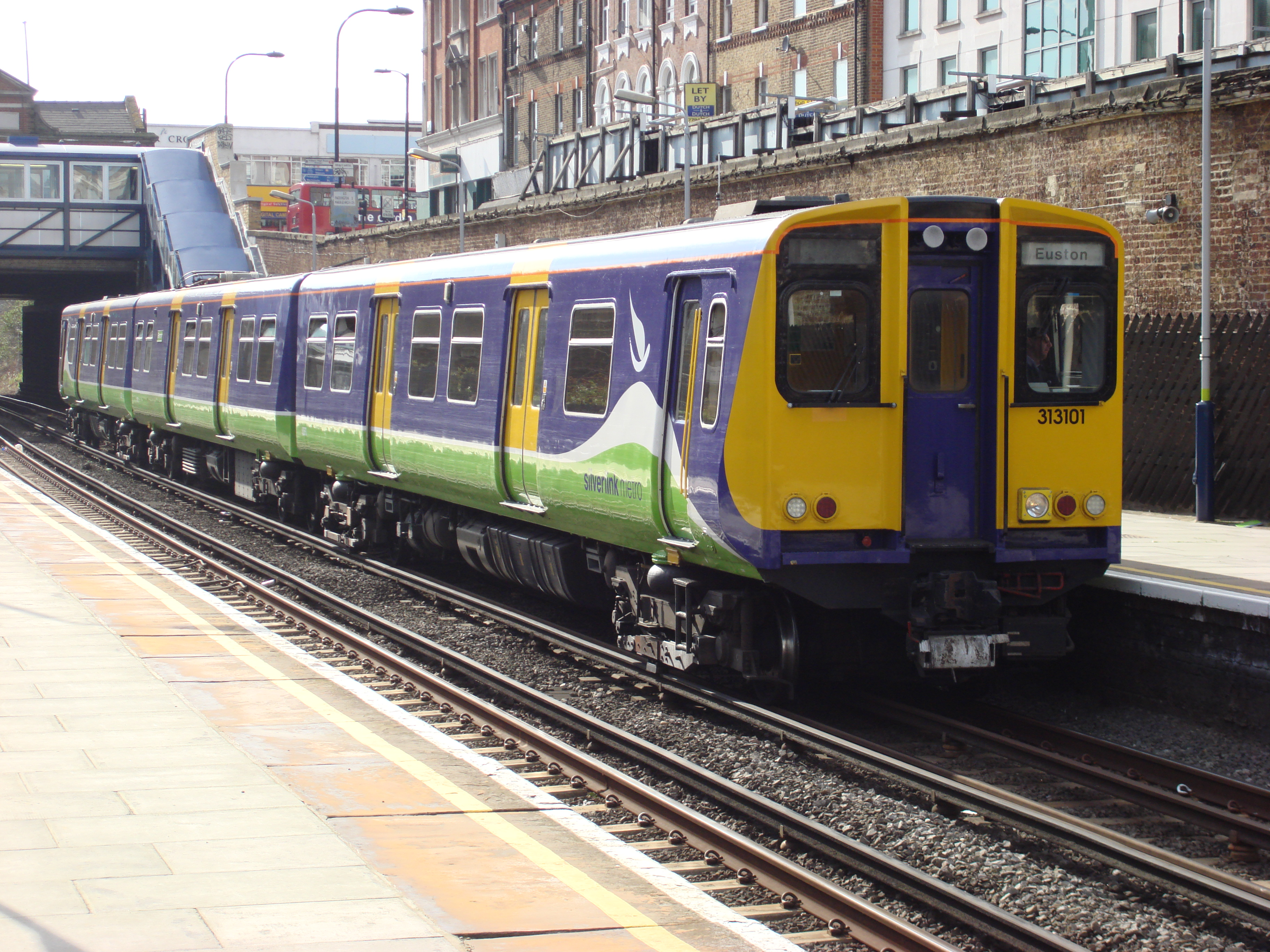

- Ligne North London Line, de Richmond upon Thames à North Woolwich
- Ligne Watford DC Line, de London Euston à Watford Junction
- Ligne West London Line, de Willesden Junction à Clapham Junction via Kensington (Olympia)
- Ligne 'Goblin' Gospel Oak to Barking line.

Silverlink devait ouvrir en 2006 deux nouvelles gares sur la ligne West London Line, à savoir Shepherd's Bush et Imperial Wharf. En fait, ces gares ont été ouvertes en 2008, après la cession de la concession à London Overground.
Silverlink Metro suivait une politique compliquée à l'égard de la carte Oyster card. Les cartes Oyster Card prépayées  pouvaient être utilisées dans seulement deux stations, qui appartiennent aussi au métro de Londres : Stratford et Gunnersbury. Ailleurs, elles n'étaient pas autorisées et les stations n'étaient pas équipées de lecteurs.
Les cartes Oyster Travelcards, permettant des déplacements illimités dans une période donnée (d'un jour ou plus), étaient autorisées à condition de se déplacer dans les zones indiquées.
En novembre 2007, les services silverlink metro ont été remis à Transport for London sous le nom London Overground.

### Matériel roulant
Les services «metro» étaient assurés par des rames électriques bicourantes Classe 313 sur les lignes électrifiées (soit 25kV de courant alternatif des lignes aériennes, soit 750V de courant direct du troisième rail), et par des rames diesel Classe 150 Sprinter sur la ligne non-électrifiée Gospel Oak-Barking.
En outre, trois rames électriques Classe 508 étaient utilisées exclusivement sur la relation Euston-Watford Junction.
Les Sprinters ont remplacé les anciennes Classe 117 et 121 en 2000.

## Silverlink County
- de Londres à Northampton (extrémité sud de la West Coast Main Line)
- de Watford Junction à St Albans Abbey (St Albans Abbey Branch Line, appelé également The Abbey Flyer)
- Bletchley à Bedford (Marston Vale Line) (prolongement programmé vers Milton Keynes Central en 2007).

Les gares de la ligne de Northampton sont les suivantes :
- Gare d'Euston (Londres)
- Wembley Central
- Harrow & Wealdstone
- Bushey
- Watford Junction
- Kings Langley
- Apsley
- Hemel Hempstead
- Berkhamsted
- Tring
- Cheddington
- Leighton Buzzard
- Bletchley
- Milton Keynes Central
- Wolverton
- Northampton

Avant septembre 2004, Silverlink desservait aussi toutes les gares de Northampton à Birmingham New Street. Cette desserte est désormais assurée par Central Trains (avec correspondance Virgin Trains à Birmingham International, Rugby et, périodiquement, Northampton). À la fin de la concession en 2007, toutes les opérations «County» ont été transférées à London Midland.

### Matériel roulant
Les services County à destination de Northampton étaient exploités à l'aide de rames électriques Classe 321/4 mises en service en 1989. Elles sont complétées par de nouvelles rames Classe 350/1 Desiro construites par Siemens.
Les services de la ligne de St Albans Abbey sont exploités avec des rames électriques Classe 313, tandis que sur la ligne non-électrifiée de Marston Vale circulent des rames diesel Classe 150.

## Avenir
La concession Silverlink devrait disparaître en 2007 dans le cadre d'un réaménagement des concessions dans les Midlands - une nouvelle concession West Midlands devrait inclure les services de Central Trains autour de Birmingham et dans les West Midlands. On sait également que Ken Livingstone, le maire de Londintégrer Silverlink Metro a été intégré dans le giron de Transport for London, gestionnaire du métro de Londres, sous la marque London Overground.